# 狂戀聲優寶貝
《狂戀聲優寶貝》（声で魅せてよベイビー）是Fami通文庫出版，木本雅彥撰寫的輕小說。插畫為ヤス。第八回Entame大獎小說部門佳作得獎作品。中文版由尖端出版社代理。

## 故事簡介
廣野昌幸是自許為孤高駭客的高中三年級學生。廣野為了購買敬重的駭客老爹出版的OS說明書而來到了同人誌即賣會會場，從而認識了偶像聲優專門學校一年級的腐女姫野沙奈歌。由於各種原因，最後廣野假扮成姬野的男朋友。
姬野意外被選為宣傳節目司儀，並且獲得盛大成功。決定認真挑戰原本只不過是憧憬的聲優而參加試聽的姬野，卻漸漸被周圍孤立。
同時，獲得獎學金的學生大關和義和椎名嬉理邀請姬野加入大關的劇團。決心加入的姬野，卻隨著練習的過程而變得軟弱，也疏遠了館野。孤獨一人的姬野中了伊葛雷司社長佐佐木企圖讓表演失敗的計謀，在登台當天行蹤不明。
公演當天的同時，廣野正在接受大學考試。得知姬野失蹤後，在大學考試結束後靠著自己的駭客能力，救出被軟禁的姬野並成功讓她參加演出。
儘管演出粗糙而失敗，但認清自己的位置而成長的姬野決定認真和廣野交往。

## 登場人物
廣野 昌幸
本作主角。自詡為孤高駭客的高三學生。就讀的草凪原學園是升學學校，目標是考進國立大學。自行更換PDA的系統，能夠使用無線網路入侵，程式設計的能力對高中生來說算是相當高明。過著和戀愛無緣的生活；不過隨著與年紀較大的姬野間的戀愛遊戲，學習到人類間牽絆的重要性。
姬野 沙奈歌
就讀偶像聲優專門學校聲優科一年級。本作主角。憧憬偶像聲優，認為「要是自己也能擔任該有多好」的普通腐女。受到為了炫耀而交往的廣野孤高的生存方式，以及學姊椎名嚴格要求自己的態度影響，瞭解了自己真正想做的事，並學習如何朝著目標邁進。
老爹
駭客能力為廣野的師傅級人物。年齡不詳。本名為熊原零一（くまはら れいいち）。在同人誌即賣會以零（レイ）的名義販售OS的說明書。和共用攤位的BL作家實際上是同一人物。典型的駭客，對廣野和姬野等年輕人保持著不近不遠的距離並守護他們。
椎名 嬉理
姬野就讀專門學校的學姊，得到獎學金的學生。同樣以聲優為志向，但目標為能夠替電影配音的專業聲優。性格孤高，與廣野性格相近。做為女演員的表演能力也相當完美，因而受到聲優事務所的勸誘。對只因為憧憬而目標成為聲優的姬野感到不愉快。
大關 和義
姬野就讀學校的學長，得到獎學金的學生。似乎是椎名的男朋友，但詳細情況不明。儘管實力高強卻意外的脆弱，在姬野失蹤後便陷入混亂狀態。主辦劇團，基本上是領導者，能夠了解他人感受的好青年。
佐佐木
聲優事務所「伊葛雷司（イーグレス）」的社長。把「饑渴」掛在嘴邊。認為椎名前途有望，想拉她進入自己的公司。為了得到椎名而誘惑並軟禁姬野，對想阻止他衝上舞台的廣野拳打腳踢，為了自己的利益而不擇手段。
山野邊
姬野就讀專門學校的講師。外表看起來是優良教師，但卻是提供讓表演失敗以讓椎名入社的點子給佐佐木社長的始作俑者。實際上以自己就職的專門學校優先，完全沒有考慮到姬野這種表現不好的學生。
黑玉
姬野負面情感分離後出現，超越常理的存在。黑色的球體，具有眼睛與嘴巴。擁有自我，能夠對話，能在喜歡的地方出現，卻只有廣野看得見。能夠執行壓住色狼的手、搬運PDA等僅靠微弱的力量便能完成的工作。

## 其他
- 本作主角就讀的草凪原學園的名稱是出自作者的個人誌「草凪原學園Scramble」的第1號和第2號（分別於2004年11月和2006年2月發行）。

## 書籍情報
- （日文版）  ISBN 9784757733282

## 音樂
2007年12月28日由木本雅彦自己以音樂軟件初音未來製作的劇中曲。